# Гванахуато (град)
Гванахуато је главни и највећи град истоимене општине и мексичке државе Гванахуато. Налази се у уској долини средишњег Мексика чији облик је одредио вијугави изглед његових уских улица, које често завршавају великим степеницама према брду и углавном су непроходне за аутомобиле.
Гванахуато су 1548. основали Шпанци који су у ово подручје дошли 1528. године, након открића веома богате жиле сребра у његовим брдима. Врхунац производње сребра у Гванахуату је био у 18. веку, када је угасла до тада највећа жила Потоси у Закатекасу. Град је био место прве битке мексичког рата за независност (1810—1821).

## Становништво
| 1990.  | 1995.  | 2000.  | 2005.  | 2010.  |
| ------ | ------ | ------ | ------ | ------ |
| 73.108 | 69.970 | 74.874 | 70.798 | 72.237 |

## Партнерски градови
- Толедо
- Салинас
- Ешланд
- Cuenca
- Old Havana
- Моргантаун
- San Miguel de Allende
- Tepatitlán de Morelos
- Санта Фе
- Алкала де Енарес
- Арекипа
- Авињон
- Мексико Сити
- Морелија
- Општина Оаксака де Хуарез
- Квебек
- Сполето
- Умео
- Валпараисо
- Закатекас